# 吳龍
吳龍（1497年—16世紀），字允濟，號石岐，浙江湖州府孝豐縣人，軍籍，明朝政治人物。

## 生平
嘉靖元年（1522年）壬午科順天鄉試第三名舉人，五年（1526年）丙戌科二甲第三十八名進士。授禮部祠祭司主事，七年（1528年）四月任湖廣鄉試副考官，九年（1530年）十月奉命往山東選取采女，升禮部精膳司員外郎、吏部郎中，出為福建布政使司參政。以父老乞歸，流連詩酒三十餘年。

## 著作
著有《貽穀集》。

## 家族
父吳松，母張氏。兄吳麟，同科進士，山東按察司副使。
吳麟子吳維嶽、吳維京均為進士。